# 雄ノ山峠
雄ノ山峠（おのやまとうげ）は、和歌山県和歌山市と岩出市にある峠である。標高180 m。

## 概要
渡辺津と熊野三山を結ぶ熊野街道（熊野古道）、重複して、大坂と和歌山を結ぶ紀州街道の途中にある。峠の約2 km北側は和泉国と紀伊国の国境（現在は大阪府と和歌山県の府県境）となっており、境橋が存在する。
熊野参詣が盛んになる以前、平安遷都の直後に官道としての南海道のルートが雄ノ山峠越えに変更されており、紀泉国境の主要ルートとして古い歴史を有する。
現在は街道を継承する和歌山県道・大阪府道64号和歌山貝塚線のほかに、阪和自動車道も地上を通っており、幅の広い切り通しのある交通の要所となっている。JR西日本阪和線がこの付近の地下をトンネルで通過し、近辺には山中渓駅などがある。

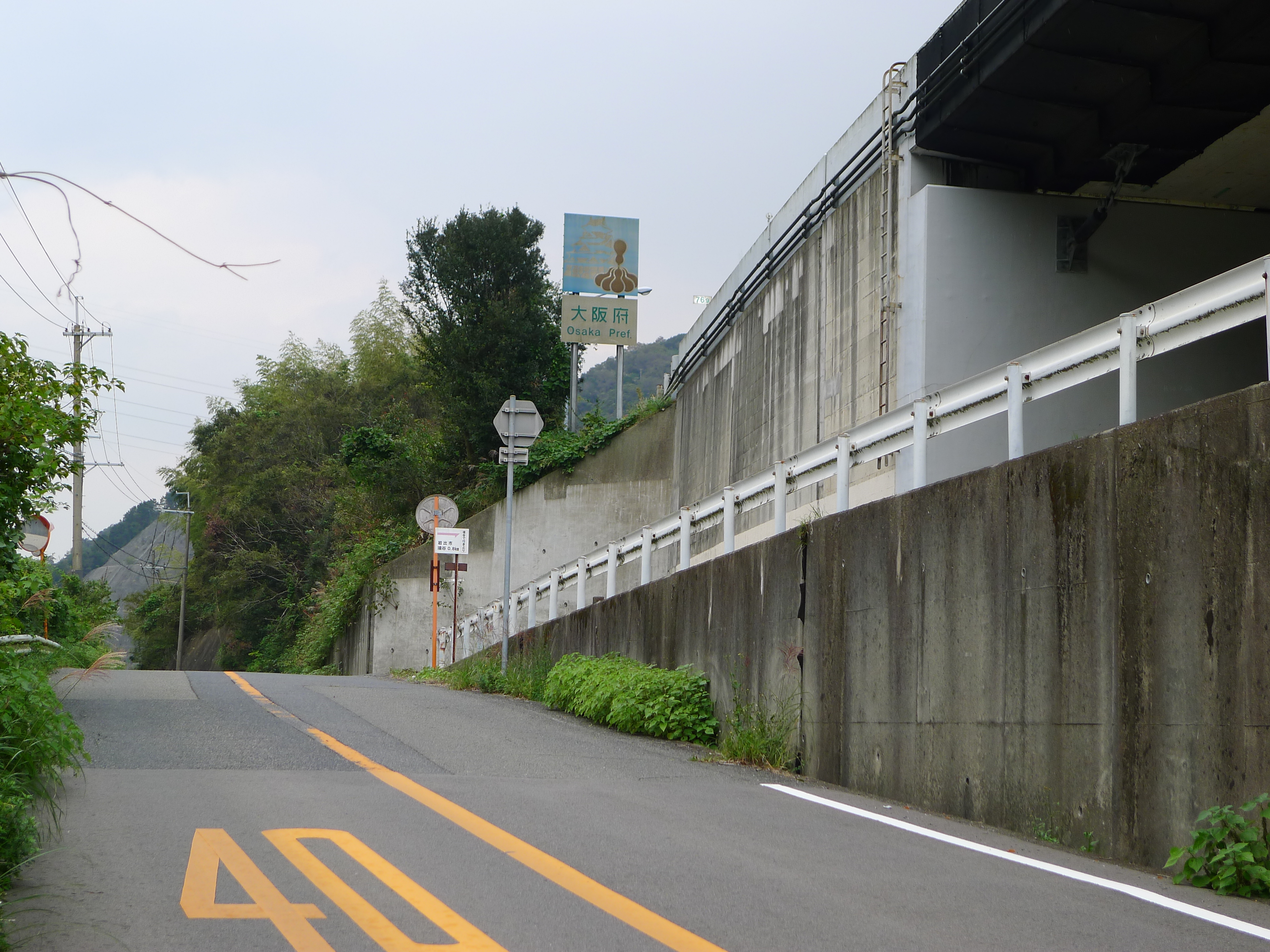
府県境
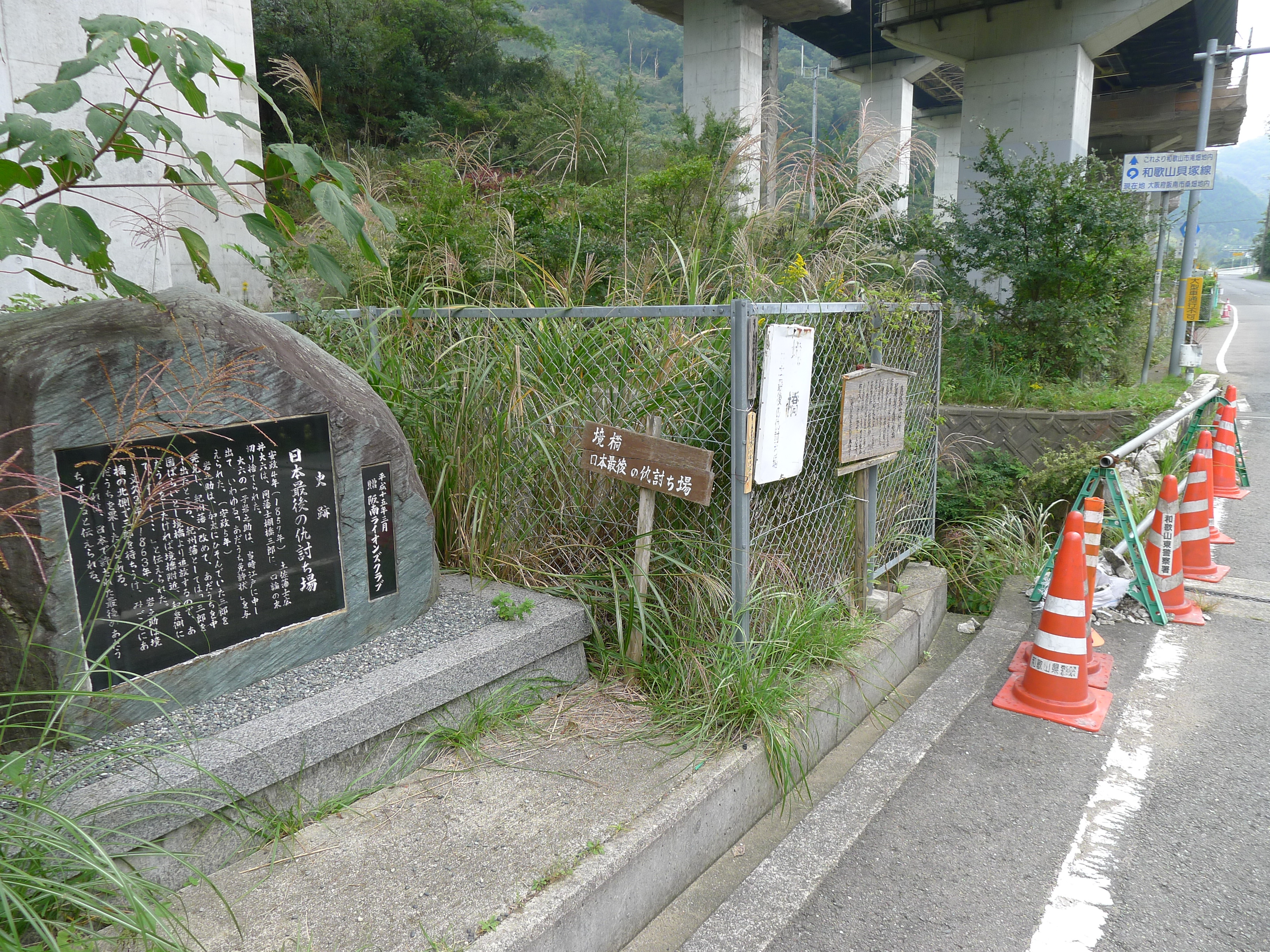
境橋
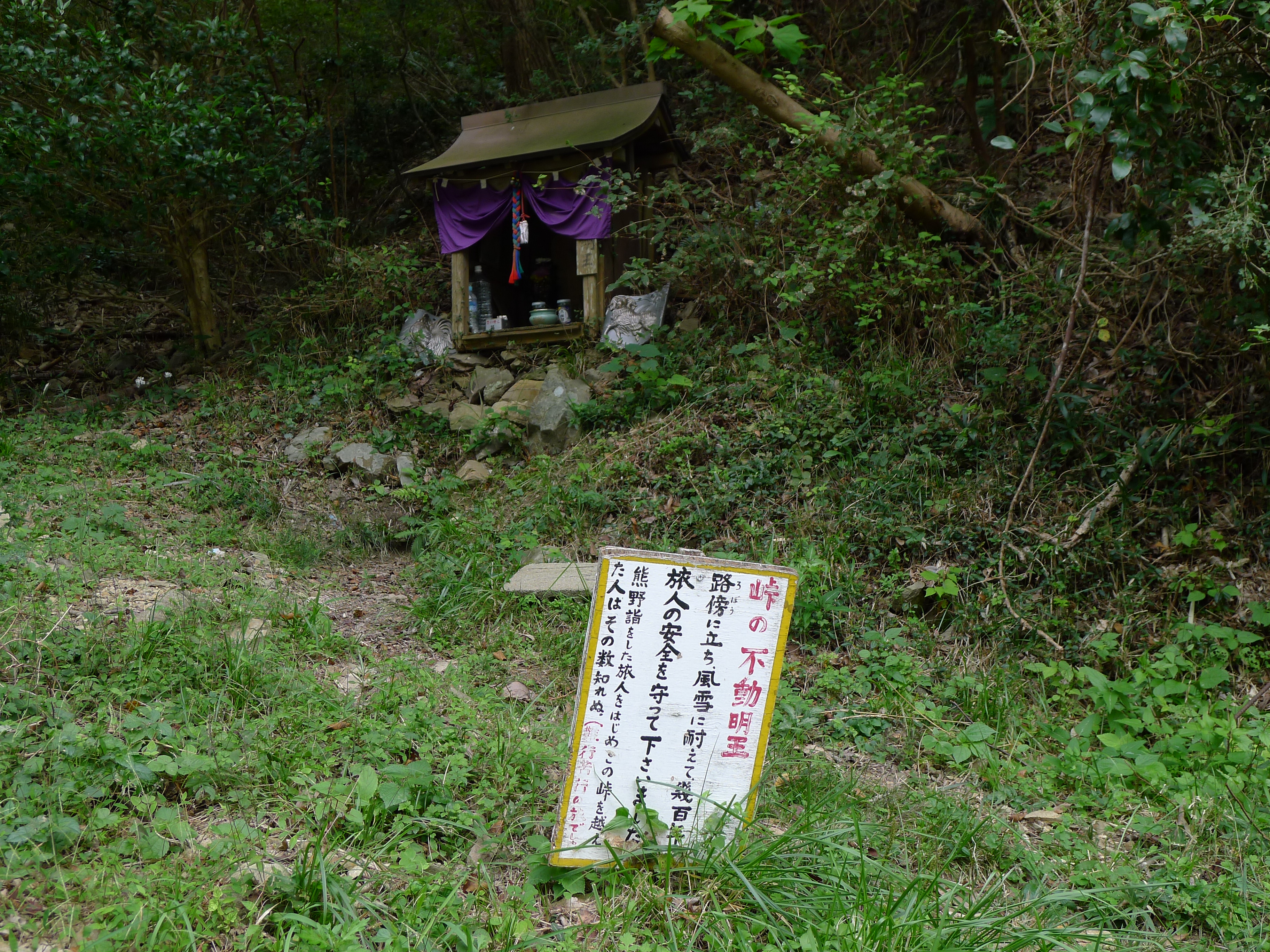
熊野古道・紀州街道としての雄ノ山峠
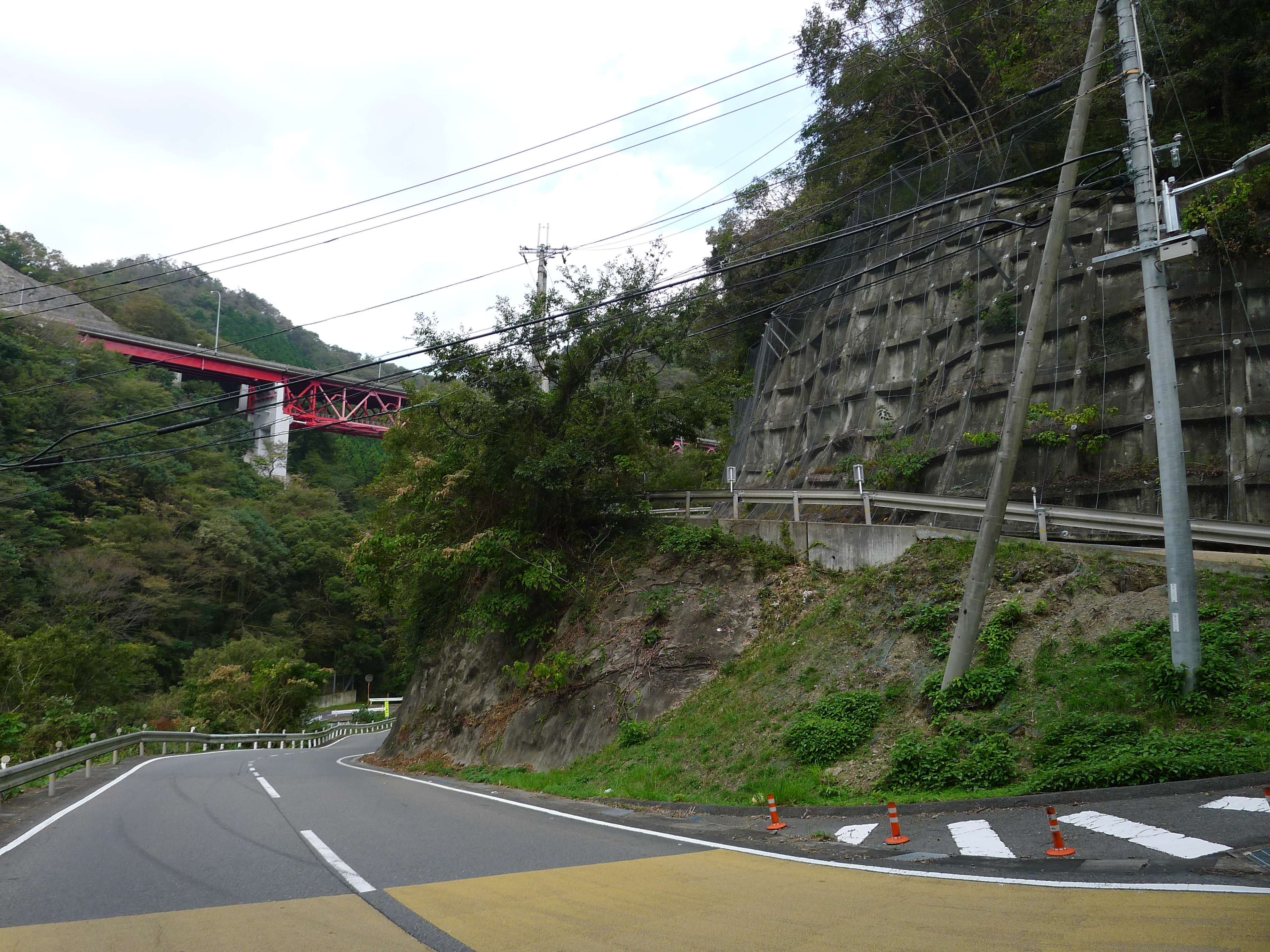
雄ノ山峠へ向かう和歌山県道の急勾配急カーブ